# Характеристическая вязкость
Характеристическая вязкость — величина, которая определяется относительным изменением вязкости раствора при добавлении полимера.

## Описание
Характеристическая вязкость определяется соотношением:
{\displaystyle \left[\eta \right]=\lim _{c\rightarrow 0}{\frac {\eta -\eta _{s}}{\eta _{s}c}}}
где [η] — характеристическая вязкость, η — вязкость раствора, ηs — вязкость растворителя, c — концентрация полимера в растворе (обычно выражается в граммах на 100 см3). 
Характеристическая вязкость определяется путём экстраполяции данных вискозиметрии к нулевой концентрации полимера. Единицы измерения характеристической вязкости являются обратными единицам измерения концентрации полимера в растворе — см3/г. Характеристическая вязкость рассматривается для предельно разбавленного раствора, в котором предполагается полное отсутствие взаимодействия макромолекул полимера друг с другом, и по физическому смыслу является мерой дополнительных потерь энергии при течении раствора, обусловленных вращением и упруго-вязкими деформациями макромолекул в потоке. Измерение характеристической вязкости традиционно используют для определения молекулярной массы M полимеров, так как они связаны формулой Марка-Куна-Хаувинка, данную формулу предложил Штаудингер, Герман, для обоснования существования высокомолекулярных соединений, его научная удача заключалась в том, что в качестве объектов для исследования он выбрал жесткоцепной полимер - целлюлозу, для которой показатель степени уравнения Марка-Куна-Хаувинка примерно равен 1. В этом случае, пропорциональность характеристической вязкости и молекулярной массы, можно трактовать как рост вязкости с ростом степени полимеризации, позднее теоретики, чьими именами названо данное уравнение, дали более глубокое обоснование этой зависимости. Показатель степени для жесткоцепных полимеров 0,8...1,2, для гибкоцепных в тета-растворителе 0,5, в хорошем 0,6...0,7, для сверхразветвленных 0,2...0,5, для дендримеров 0 ... 0,25.
{\displaystyle \left[\eta \right]=KM^{\alpha }},
где K и α — эмпирические постоянные, определяемые независимой калибровкой для каждой пары полимер — растворитель.
Значение характеристической вязкости полимерного раствора зависит от типов полимера и растворителя и возрастает с ростом молекулярной массы линейных макромолекул. Определенное таким способом значение молекулярной массы называют средневязкостным. Измерение для растворов полимеров в различных растворителях позволяет судить о гибкости макромолекул и степени их взаимодействия с низкомолекулярными растворителями. Произведение [η] на концентрацию является безразмерным параметром, значение которого позволяет оценить, является ли раствор «разбавленным» ([η]c<1), то есть не происходит ли перекрывания макромолекул в растворе.